# TIFF 2011
Cea de-a zecea ediție a Festivalului Internațional de Film Transilvania s-a desfășurat în perioada 3-12 iunie 2011 la Cluj-Napoca și între 15-19 iunie, la Sibiu. 

## Legături externe
- TIFF 2011